# Tuanake
Tuanake is een bijna onbewoond atol in de Îles Raevski binnen de veel grotere eilandengroep van de Tuamotuarchipel (Frans-Polynesië). Het atol behoort tot de gemeente Makemo. In 2017 woonden er zes mensen, na een lange periode waarin het eiland onbewoond was. 

## Geografie
Tuanake ligt 7,5 km ten westen van Hiti en 545 km ten oosten van Tahiti. Het is een atol met een lengte van 9,5 km en een breedte van 6,5 km. Het landoppervlak bedraagt 6 km². Het wateroppervlak van de lagune is 26 km².

## Geschiedenis
De eerste Europeaan die melding maakte van het eiland is de ontdekkingsreiziger Fabian Gottlieb von Bellingshausen op 15 juli 1820.
In de negentiende eeuw werd het eiland Frans territoriaal bezit. Er woonden toen enkel mensen die onderdanen waren van het stamhoofd op Katiu. Het eiland wordt wel bezocht door de inwoners van Katiuo die er naar zeekomkommers komen vissen.

## Ecologie
Op het eiland komen 42 vogelsoorten voor waaronder negen soorten van de Rode Lijst van de IUCN waaronder de phoenixstormvogel (Pterodroma alba) en de endemische Tahitiaanse patrijsduif (Alopecoenas erythropterus) en tuamotustrandloper (Prosobonia parvirostris).

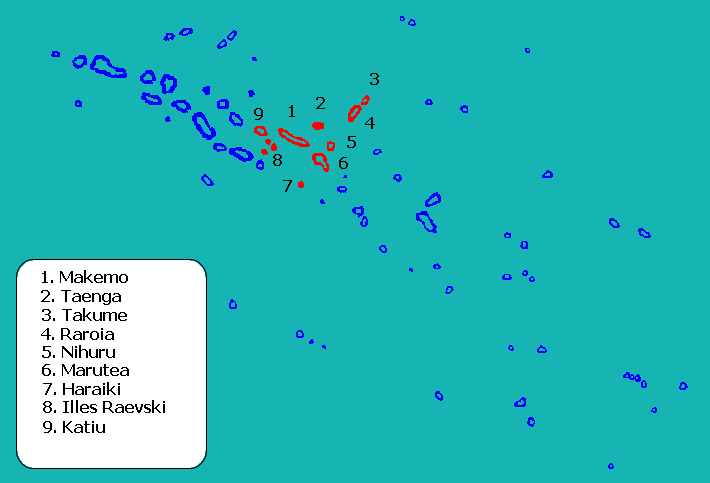
Positie van Îles Raevski (8) binnen de Tuamotueilanden

Atollen: Hiti · Tepoto Sud · Tuanake